# Монтсерат на Светском првенству у атлетици на отвореном 2013.
Монсерат је учествовала на Светском првенству у атлетици на отвореном 2013. одржаном у Москви од 10. до 18. августа. Репрезентацију Монсерата представљао је један такмичар који се такмичио у трци на 100 метара.
На овом првенству Монсерат није освојио ниједну медаљу, нити је постигнут неки рекорд.

## Учесници
- Шернил Бернс — 100 м

## Резултати

### Мушкарци
| Атлетичар    | Дисциплина | Лични рекорд | Предтакмичење | Предтакмичење | Квалификације | Квалификације | Полуфинале           | Полуфинале           | Финале               | Финале      | Детаљи |
| Атлетичар    | Дисциплина | Лични рекорд | Резултат      | Место         | Резултат      | Место         | Резултат             | Место                | Резултат             | Место       | Детаљи |
| ------------ | ---------- | ------------ | ------------- | ------------- | ------------- | ------------- | -------------------- | -------------------- | -------------------- | ----------- | ------ |
| Шернил Бернс | 100 м      | 10,52        | 10,63 КВ      | 2. у гр. 4    | 10,69         | 8. у гр. 4    | Није се квалификовао | Није се квалификовао | Није се квалификовао | 51 / 73(75) |        |